# Lebanon (Ohio)
Lebanon é uma cidade localizada no estado norte-americano de Ohio, no Condado de Warren.

## Demografia
Segundo o censo norte-americano de 2000, a sua população era de 16.962 habitantes.
Em 2006, foi estimada uma população de 20.346, um aumento de 3384 (20.0%).

## Geografia
De acordo com o United States Census Bureau tem uma área de
30,5 km², dos quais 30,5 km² cobertos por terra e 0,0 km² cobertos por água. Lebanon localiza-se a aproximadamente 286 m acima do nível do mar.

## Localidades na vizinhança
O diagrama seguinte representa as localidades num raio de 16 km ao redor de Lebanon.